# Соколов, Алексей Иванович (танкист)
Алексей Иванович Соколов (1918—1943) — советский танкист, Герой Советского Союза (1944, посмертно).
С 17 декабря 1943 года во время Великой Отечественной войны вместе с сержантом В. С. Чернышенко 13 суток держали оборону в танке Т-34, который застрял в болоте у деревни Демешково Невельского района Псковской области. Умер от ран в госпитале.

## Биография
Родился в 1918 году в деревне Петровка ныне Асекеевского района Оренбургской области в семье крестьянина. Русский. Рано лишившись матери, с семи лет пас скот. Окончил 6 классов неполной средней школы. После смерти отца переехал к сестре в Куйбышев, работал учеником токаря. В 1936 году переехал к брату в Сталинград. До призыва на военную службу работал токарем на заводе «Баррикады».
В 1938 году был призван в Красную Армию. Участвовал в советско-финской войне 1939-1940 годов. После демобилизации работал на заводе.
С началом Великой Отечественной войны вновь призван в армию. Участвовал в оборонительных боях под Тулой, защищал Сталинград. Был трижды ранен. Механик-водитель танка Т-34 328-го танкового батальона 118-й танковой бригады 3-й ударной армии 2-го Прибалтийского фронта старший сержант А. И. Соколов совершил подвиг в боях за освобождение Псковской и Новгородской областей.
17 декабря 1943 года танковый батальон, в котором служил старший сержант Соколов, получил боевую задачу овладеть высотой у деревни Демешково Невельского района Псковской области. Боевые машины двинулись в атаку, но попали под сильный заградительный огонь противника. Лишь танку лейтенанта С. И. Ткаченко удалось прорваться поближе к укреплению врага, но он застрял в болотной трясине. После боя с атаковавшей неподвижный танк немецкой пехотой, в танке остался один стрелок-радист Виктор Чернышенко. Под покровом темноты старший сержант Соколов добрался до танка, по пути был ранен, завёл мотор и попытался вытащить танк из трясины, но безуспешно. Два танкиста приняли неравный бой, стреляя по противнику, лишь когда тот подходил близко. Соколов был ранен третий раз. Он уже почти не мог двигаться, однако подавал снаряды, помогал Чернышенко вести огонь, пока не кончились боеприпасы. Дальше в ход пошли гранаты.
Из наградного листа:

…В таком положении они находились 13 суток, истекая кровью, голодные, в холоде, продолжали оборонять свой танк. 30 декабря 1943 года в результате наступления наших частей территория, на которой находился танк, была освобождена, Соколов и Чернышенко были вынесены из танка и отправлены в медсанбат, где Соколов 31 декабря умер от ран…
Указом Президиума Верховного Совета СССР от 10 марта 1944 года «за образцовое выполнение боевых заданий командования на фронте борьбы с немецко-фашистским захватчиками и проявленные при этом мужество и героизм» старшему сержанту Соколову Алексею Ивановичу посмертно присвоено звание Героя Советского Союза.
Похоронен в братской могиле в деревне Турки-Перевоз Невельского района Псковской области.

## Награды и звания
- Герой Советского Союза (10 марта 1944, посмертно);
- орден Ленина (10 марта 1944, посмертно)[2].

## Память
На месте боя у деревни Демешково установлен обелиск с именами танкистов. Ко Дню Победы в 2010 году памятник был отреставрирован, был воздвигнут новый гранитный обелиск.
В Волгограде именем А. И. Соколова в 1965 году названа улица, в начале которой установлена мемориальная доска. На здании административного корпуса завода «Баррикады» в 1969 году также установлена мемориальная доска. Имя Алексея Соколова носит Ловецкая школа. Навечно зачислен в списки воинской части.

## Другие члены экипажа
Судьба других членов экипажа танка сложилась по-разному:
- командир танкового взвода лейтенант С. И. Ткаченко (род. 1918) был тяжело ранен во время первой немецкой атаки на неподвижный танк[5], ночью вынесен из танка к своим[6]. Дальнейших сведений о его судьбе нет.
- стрелок-радист танка сержант В. С. Чернышенко (1925—1997) вместе с Соколовым продержался в танке 13 дней, был обнаружен подошедшими советскими частями и эвакуирован в госпиталь, где ему ампутировали обе ноги. Герой Советского Союза. После войны работал народным судьёй Калининского района Челябинска.
- башенный стрелок старший сержант А. М. Кавлюгин (1924—1943) ночью вынес командира Ткаченко к своим; был направлен в состав другого экипажа и на следующий день 18 декабря сгорел в танке[7]. Посмертно награждён орденом Отечественной войны II степени[8].
- механик-водитель сержант М. Н. Безукладников (1910—1943) погиб 17 декабря во время первой немецкой атаки на неподвижный танк; посмертно награждён орденом Отечественной войны II степени[9]. Похоронен в братской могиле у посёлка Усть-Долыссы[10].

## Оценки и мнения
Сержант Виктор Чернышенко:

Скажу откровенно: эти бои в осаде слились в моей памяти в один бесконечный бой. Я не могу даже отличить один день от другого. Фашисты пытались подойти к нам с разных сторон, группами и в одиночку, в разное время суток. Нам приходилось всё время быть начеку. Спали урывками, поочерёдно. Мучил холод, металл жёг руки. Лишь работая у орудия и пулемёта, немного согревались. Но ещё тяжелее был голод. Как ни растягивали мы жалкие запасы продовольствия, его хватило лишь на несколько суток. Мы оба сильно ослабели, особенно Соколов, получивший серьёзное ранение…
Какой это был удивительный человек! От тяжёлой раны он сильно страдал, но я ни разу не слышал ни слова жалобы. Наоборот, Соколов старался показать, что чувствует себя хорошо, всячески ободрял меня. Вряд ли бы я выдержал, если бы не он…